# Dzmitryj Klimowicz (ur. 1984)
Dzmitryj Klimowicz (biał. Дзмітрый Клімовіч; ur. 9 lutego 1984 w Mińsku) – białoruski piłkarz, występujący na pozycji obrońcy.

## Kariera klubowa
| Sezon | Klub                    | Kraj     | Rozgrywki         | Mecze | Bramki |
| ----- | ----------------------- | -------- | ----------------- | ----- | ------ |
| 2002  | BATE Borysów            | Białoruś | Wyszejszaja liha  | 0     | 0      |
| 2003  | BATE Borysów            | Białoruś | Wyszejszaja liha  | 10    | 0      |
| 2004  | Tarpeda Żodzino         | Białoruś | Wyszejszaja liha  | 3     | 2      |
| 2005  | BATE Borysów            | Białoruś | Wyszejszaja liha  | 8     | 0      |
| 2006  | BATE Borysów            | Białoruś | Wyszejszaja liha  | 7     | 0      |
| 2007  | Tarpeda Żodzino         | Białoruś | Wyszejszaja liha  | 23    | 2      |
| 2008  | Tarpeda Żodzino         | Białoruś | Wyszejszaja liha  | 30    | 1      |
| 2009  | Tarpeda Żodzino         | Białoruś | Wyszejszaja liha  | 23    | 3      |
| 2010  | FK Mińsk                | Białoruś | Wyszejszaja liha  | 33    | 2      |
| 2011  | FK Mińsk                | Białoruś | Wyszejszaja liha  | 19    | 1      |
| 2012  | FK Homel                | Białoruś | Wyszejszaja liha  | 28    | -      |
| 2013  | Biełszyna Bobrujsk      | Białoruś | Wyszejszaja liha  | 24    | -      |
| 2014  | Zimbru Kiszyniów        | Mołdawia | Divizia Națională | 19    | 1      |
| 2015  | Hranit Mikaszewicze     | Białoruś | Wyszejszaja liha  | 23    | 2      |
| 2016  | Hranit Mikaszewicze     | Białoruś | Wyszejszaja liha  | 15    | 2      |
| 2016  | Krumkaczy Mińsk         | Białoruś | Wyszejszaja liha  | 13    | 1      |
| 2017  | Krumkaczy Mińsk         | Białoruś | Wyszejszaja liha  | 15    | 1      |
| 2017  | Tarpieda-BiełAZ Żodzino | Białoruś | Wyszejszaja liha  | 10    | 0      |
| 2018  | Tarpieda-BiełAZ Żodzino | Białoruś | Wyszejszaja liha  | 13    | 0      |